# Suricata suricatta
Il suricato (Suricata suricatta  Schreber, 1776) è una mangusta della famiglia degli Erpestidi, unica specie del genere Suricata (Desmarest, 1804), diffuso nell'Africa meridionale.

## Etimologia
Il nome scientifico si deve al nome comune suricate, di derivazione francese mutuato dall'olandese, utilizzato in Sudafrica per identificare questo piccolo animale insieme all'altro termine meerkat, combinazione delle due parole in lingua Afrikaans: meer- ("termite") e -kat ("mangusta").

## Descrizione

### Dimensioni
Mangusta di piccole dimensioni, con la lunghezza del corpo, compresa la testa, tra 245 e 290 mm, della coda tra 182 e 235 mm, del piede tra 60 e 68 mm, delle orecchie tra 17 e 21 mm e un peso fino a 915 g.

### Caratteristiche craniche e dentarie
Il cranio è delicato e presenta un rostro sottile, le orbite grandi, le creste sopra-occipitali talvolta poco sviluppate, mentre la cresta sagittale è sempre assente. La camera posteriore della bolla timpanica è ovoidale, grande e rigonfia, la camera anteriore è circa la metà della prima. Le arcate zigomatiche sono sottili, il processo coronoide della mandibola è di lunghezza media, indice di un ridotto sviluppo dei muscoli temporali e masseterici (più di qualsiasi altro carnivoro).
Il secondo premolare superiore è di piccole dimensioni, il quarto premolare e il primo molare sono provvisti di una distinta cuspide sul lato interno.
Sono caratterizzati dalla seguente formula dentaria:

### Aspetto
Il corpo è lungo e snello, con arti lunghi e sottili e coda affusolata. La pelliccia è corta, eccetto lungo i fianchi dove i peli raggiungono i 30–40 mm. La testa è larga, gli occhi sono grandi, neri e circondati da un anello scuro, il muso è corto, nero ed appuntito. Il colore della testa è bianco-grigiastro; una sottile striscia scura si estende dalla fronte fino alla base delle orecchie rotonde e nerastre. Le sopracciglia e le guance sono bianche. Le parti dorsali variano considerevolmente attraverso tutto l'areale, dal brunastro al grigio, con striature marroni sulla schiena, la groppa ed i fianchi. I singoli peli hanno la base chiara, due anelli più scuri nella parte centrale e la punta bianco-argentata. Le parti inferiori sono bianche, i peli ventrali sono sparsi e lasciano vedere la pelle scura sottostante, il mento e la gola sono bianco-grigiastri. La coda è lunga poco meno del corpo, è dello stesso colore del dorso eccetto la punta nerastra, è finemente ricoperta di peli, più lunghi all'attaccatura. I piedi hanno quattro dita, le piante sono provviste di quattro cuscinetti carnosi rigonfi. Gli artigli sono lunghi e ricurvi, quelli delle zampe anteriori fino a15 mm, quelli posteriori sono circa la metà. Sono presenti un paio di ghiandole anali, la cui secrezione è abbastanza simile nei due sessi. Le femmine hanno tre paia di mammelle addominali. Non è presente dimorfismo sessuale, sebbene i maschi dominanti siano più robusti degli altri membri del gruppo. Il cariotipo è 2n=36 FN=66.

## Biologia

### Comportamento

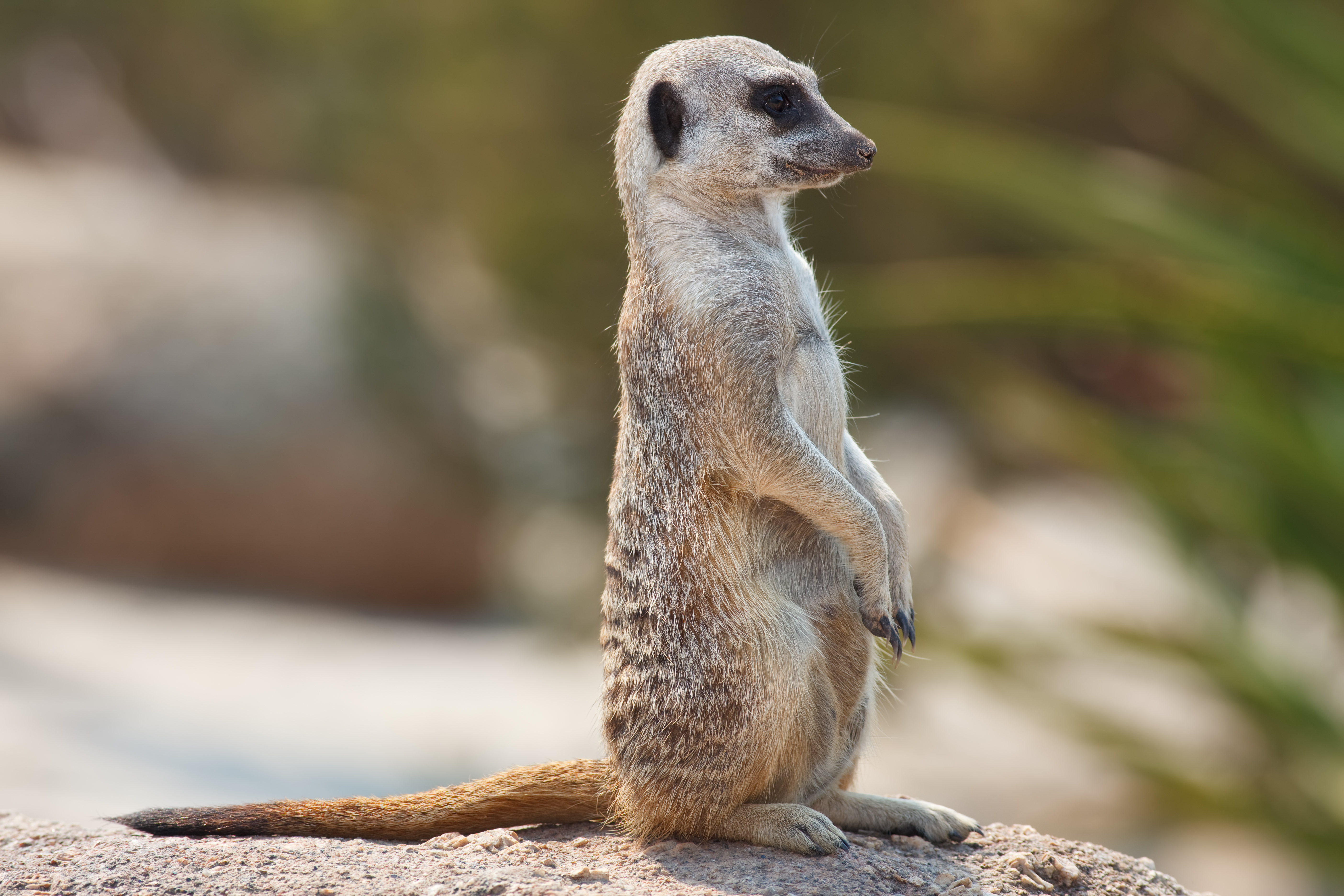
Individuo nella caratteristica posizione di vedetta

È una specie gregaria, con una sofisticata organizzazione sociale che può coinvolgere anche più gruppi. Un gruppo è composto solitamente da dieci individui (sebbene gruppi fino a 30 non siano rari) ed è formato da 1-3 femmine in calore, fino a quattro maschi adulti, diversi piccoli e fino ad una dozzina di giovani adulti. Le dimensioni del gruppo rimangono relativamente costanti negli anni con frequenti cambiamenti nell'identità dei membri e con la crescente presenza di molti individui non imparentati tra loro. Vi è una gerarchia in entrambi i sessi che aumenta con l'età; tuttavia le femmine possono ottenere il dominio anche attraverso l'eredità, l'esito di sfide con altre pretendenti, l'immigrazione in gruppi senza femmine in calore o formando nuovi gruppi con maschi emigrati da altri gruppi. Le femmine si accoppiano all'interno dei loro gruppi nativi più dei maschi. Alcuni individui di entrambi i sessi possono rimanere in un gruppo per tutta la vita, altri si disperdono regolarmente per unirsi ad altri gruppi; i maschi tendono a disperdersi più delle femmine. Gli immigrati talvolta devono insistere per giorni per essere accettati da un gruppo.
Le colonie sono territoriali e possono coprire 200-1000 ettari. Lungo i confini territoriali la coppia dominante effettua regolarmente le marcature, spesso in risposta a quelle dei gruppi adiacenti. I territori vengono difesi attivamente, e durante le schermaglie alcuni esemplari possono essere gravemente feriti o addirittura uccisi. Mentre gli altri cercano cibo, alcuni membri del gruppo agiscono da sentinelle utilizzando come postazioni di vedetta luoghi elevati, in particolare le cime dei termitai. Questi doveri vengono condivisi da tutti i membri della colonia, sebbene possano variare con lo status sociale.
L'intero gruppo è in costante comunicazione vocale durante il pasto. Sono usate vocalizzazioni complesse per comunicare al gruppo durante la guardia, segnalando quando si è di vedetta e quando è presente un pericolo. Quest'ultimo richiamo varia a seconda del tipo e dell'entità della minaccia. Un ululato squillante induce tutta la colonia a rifugiarsi nelle tane. Possono distinguere un'aquila marziale dal molto simile biancone pettonero, non considerato una minaccia. Il suricato è in grado di determinare in quale direzione correre in caso di allarme, conoscendo esattamente dove sono situate tutte le tane.

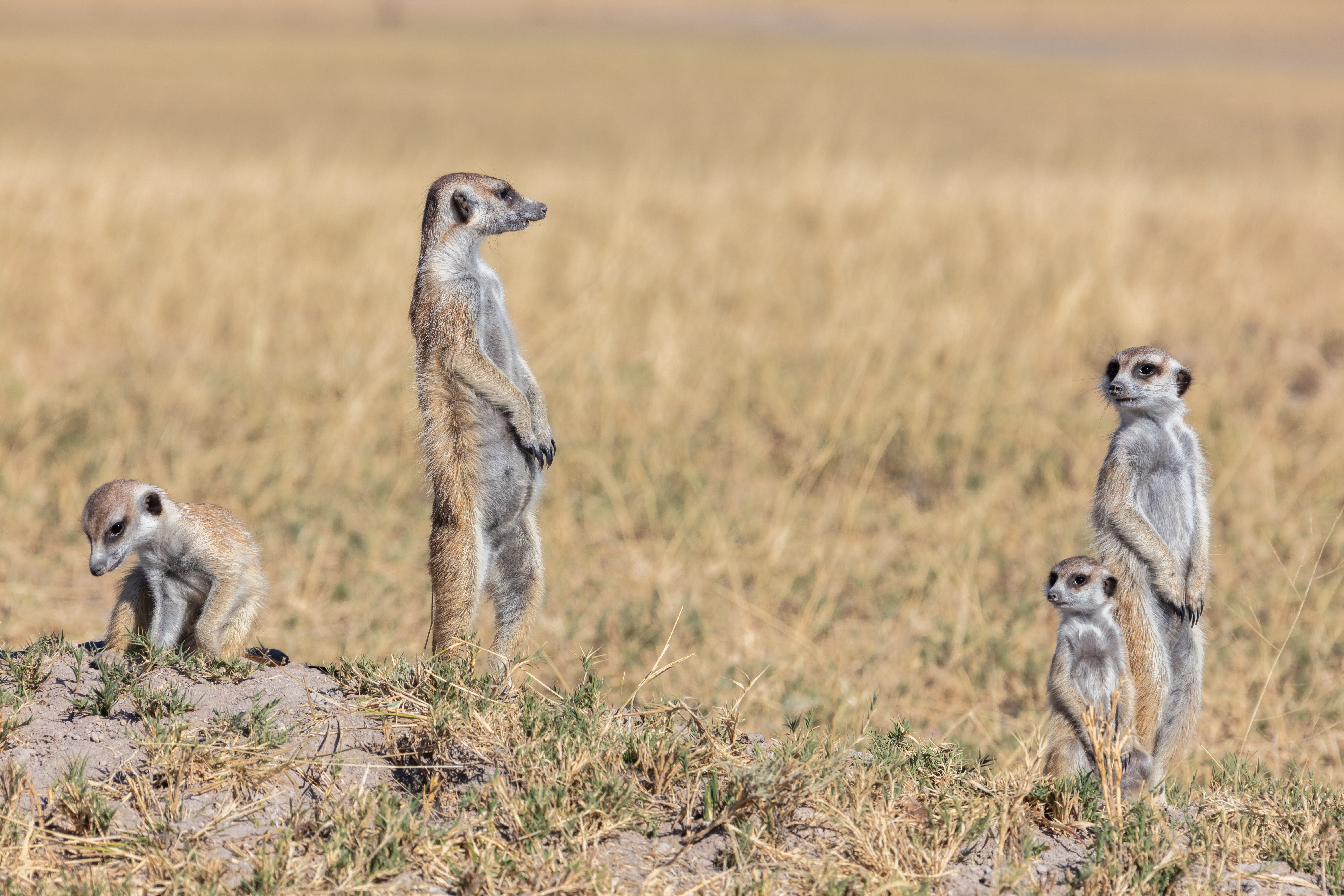
Gruppo di suricati

I cuccioli inizialmente non sanno trovare le prede ed usano vocalizzazioni per chiedere cibo ad altri. Un tipo di richiamo è emesso continuamente quando si sta seguendo qualcuno che sta cercando cibo, un altro più acuto è emesso quando l'adulto trova una preda, probabilmente per attirare attenzione. I più piccoli sono continuamente controllati nelle tane da individui non necessariamente imparentati con loro, in una sorta di baby-sitting. Il baby-sitter rimane nella tana per tutto il giorno rinunciando a cercare cibo, con la conseguenza di una sostanziale perdita di peso. Normalmente le femmine contribuiscono a questo tipo di assistenza più dei maschi, e solitamente questa funzione è svolta da femmine più pesanti.
La densità della popolazione è influenzata dalle precipitazioni e dai predatori e può fluttuare notevolmente. In Sudafrica può variare da 0,32 a 0,95 esemplari per km². Il suricato è ben adattato sia nel comportamento che nella fisiologia a sopravvivere in ambienti desertici. Si adatta a periodi con bassa disponibilità di cibo e con l'estremo calore. Il metabolismo è soltanto il 58% di quello che si può trovare in qualsiasi altro mammifero della stessa taglia. Un basso metabolismo abbassa la produzione di calore interno, riduce la richiesta energetica durante il riposo e quindi riduce il tempo richiesto per nutrirsi, limitando la perdita di liquidi attraverso l'evaporazione. Ha una notevole capacità di dissipare calore attraverso l'evaporazione e un'elevata conducibilità termica a contatto con il terreno, il che favorisce la dispersione di calore senza una corrispondente perdita d'acqua. A temperature esterne fino a 40 °C il suricato può resistere fino a 5 ore, ansimando come un cane. Evita tuttavia temperature estreme sia alte che basse. Quando la temperatura si abbassa e il giorno si accorcia, l'animale emerge dalla tana più tardi e termina le attività prima del tramonto. Le brusche perdite di calore notturne vengono evitate rifugiandosi nelle tane, dove la temperatura è più costante rispetto a fuori, oppure raggruppandosi con altri membri del gruppo. Quest'ultimo comportamento è particolarmente importante per i cuccioli, più vulnerabili al freddo, ed è un mezzo per risparmiare l'energia necessaria per il loro sviluppo. Le alte temperature di metà giornata nei mesi di gennaio, febbraio e marzo vengono evitate riposandosi in zone più fresche. Spesso si rotola su terreni più umidi o su rocce più fredde.
È un efficiente scavatore: costruisce le tane, che hanno solitamente diverse entrate, formando un dedalo di cunicoli. Le entrate hanno un diametro di 15 cm e conducono a cunicoli larghi 7,5 cm che scendono fino a 1-1,5 m di profondità, connettendosi a camere larghe 45 cm ed alte 30 cm. Talvolta condivide i rifugi con altri mammiferi, come la lepre saltatrice del Capo, topi del genere Rhabdomys, il criceto dalla coda bianca, il gerbillo dell'Highveld, la procavia del capo, la mangusta grigia del Capo e la mangusta rossa.

### Alimentazione

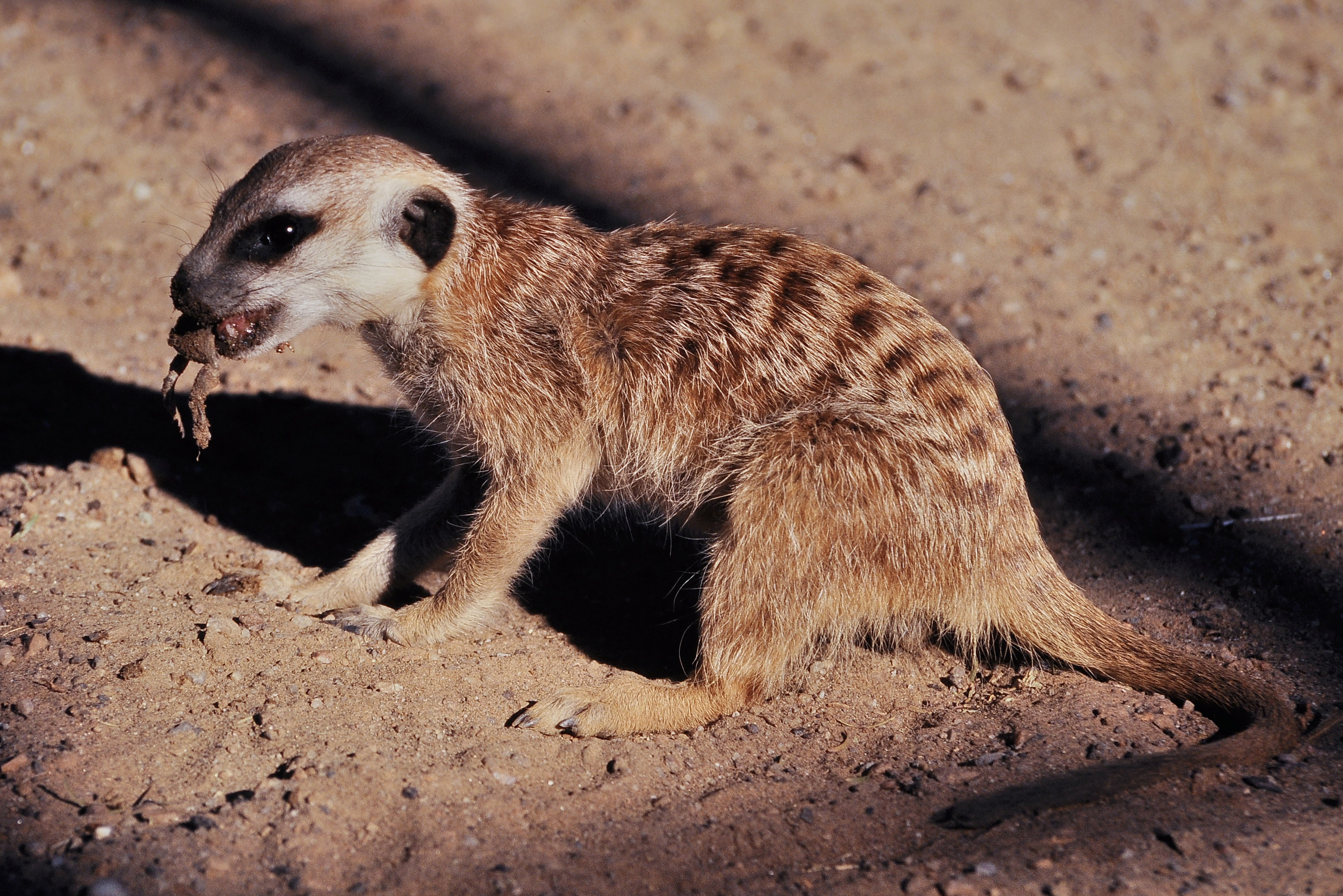
Esemplare mentre sta mangiando una rana

Si nutre di invertebrati, soprattutto di coleotteri ed imenotteri, pupe di insetti, termiti, ortotteri e scorpioni, mentre i rettili, incluse lucertole, gechi, serpenti e anfisbene, sono un importante supplemento tutto l'anno. Diversamente dalle altre specie di manguste non cattura grossi roditori, ma soltanto quelli più piccoli durante le grosse esplosioni demografiche. Può occasionalmente nutrirsi anche di uova d'uccello. Ha una rimarchevole abilità nel resistere al morso dei serpenti, potendo tollerare sei volte la quantità di veleno necessario ad uccidere un coniglio, ed è immune al veleno degli scorpioni. Raramente beve acqua, ottenendola piuttosto da prede succulente oppure masticando meloni tsamma, frutta o tuberi ricchi di liquidi. Il suricato si ciba di giorno in gruppi compatti, disposti ognuno a 5 m dall'altro, talvolta a 10 m, su una superficie con un diametro di 20–50 m, fino a 100 m durante la stagione secca. Cerca le prede scavando nella sabbia fino a 20 cm di profondità per almeno 5-8 ore al giorno, cambiando zona ogni giorno e ripetendo il percorso soltanto dopo una settimana o più. Due o tre individui possono scavare insieme per stanare grossi gechi. Scontri per il cibo sono molto rari, più frequenti nei periodi più secchi. L'assunzione di alimenti diminuisce in inverno, mentre le femmine ne ingeriscono di più durante i periodi di attività riproduttiva, tra gennaio ed aprile.

### Riproduzione

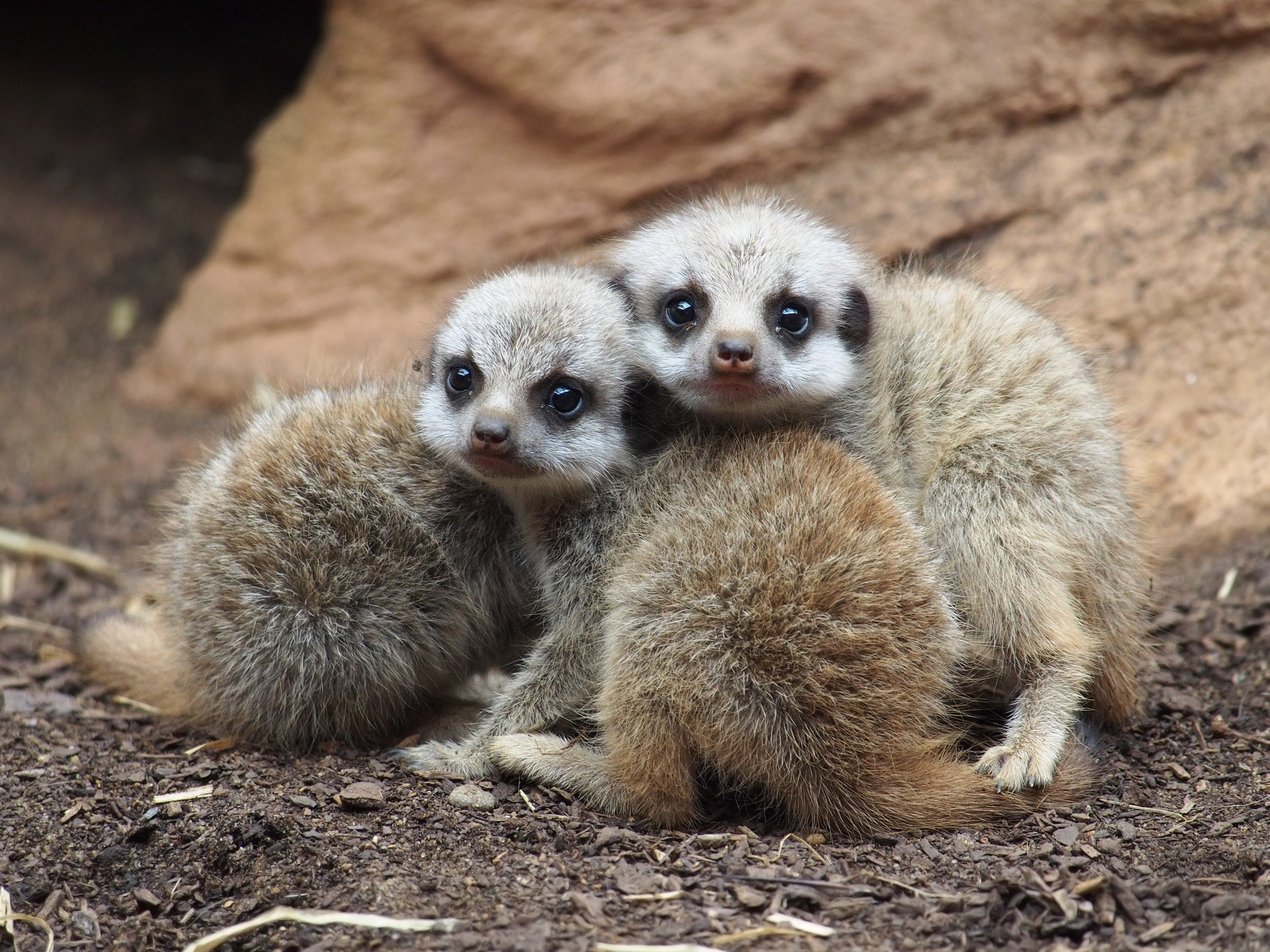
Cuccioli

La stagione degli accoppiamenti va da ottobre a giugno nel Kalahari meridionale, generalmente dopo le piogge torrenziali, ma negli anni più caldi può prolungarsi. La maggior parte delle nascite avviene tra gennaio e marzo, sebbene possano verificarsi in qualsiasi periodo dell'anno. Gli accoppiamenti non si effettuano quando le precipitazioni sono scarse. Solitamente si accoppiano solo il maschio e la femmina dominante, mentre il resto del gruppo si occupa dei cuccioli. Ma in periodi particolarmente produttivi anche i subordinati possono riprodursi, ma comunque ad un ritmo più basso. Le femmine raramente si accoppiano prima dei tre anni di vita, anche se sono stati osservati accoppiamenti a 14 mesi di età. La femmina dominante produce da una a tre cucciolate di 3-7 piccoli ciascuna. I subordinati partoriscono più di rado; ogni parto può produrre 1-8 piccoli. La gestazione dura circa 60-70 giorni con intervalli tra due parti di 82-90 giorni. I neonati crescono velocemente nel primo mese e dopo un anno raggiungono il 90% del peso di un adulto. La sopravvivenza della prole dipende dallo stato di salute della madre, dal sesso del nascituro, dalla perdita notturna di peso, dalle dimensioni della colonia, dalla temperatura esterna diurna e dalle precipitazioni mensili. Le cucciolate possono essere abbandonate durante la siccità. Le alluvioni sono un potenziale rischio quando queste sono confinate nelle tane. Tra le tre e le cinque settimane di vita i giovani sono particolarmente vulnerabili all'ipotermia, mentre tra i cinque e le dodici settimane alla predazione. L'aspettativa di vita in natura è di 5-15 anni, in cattività può raggiungere 20 anni.

## Distribuzione e habitat

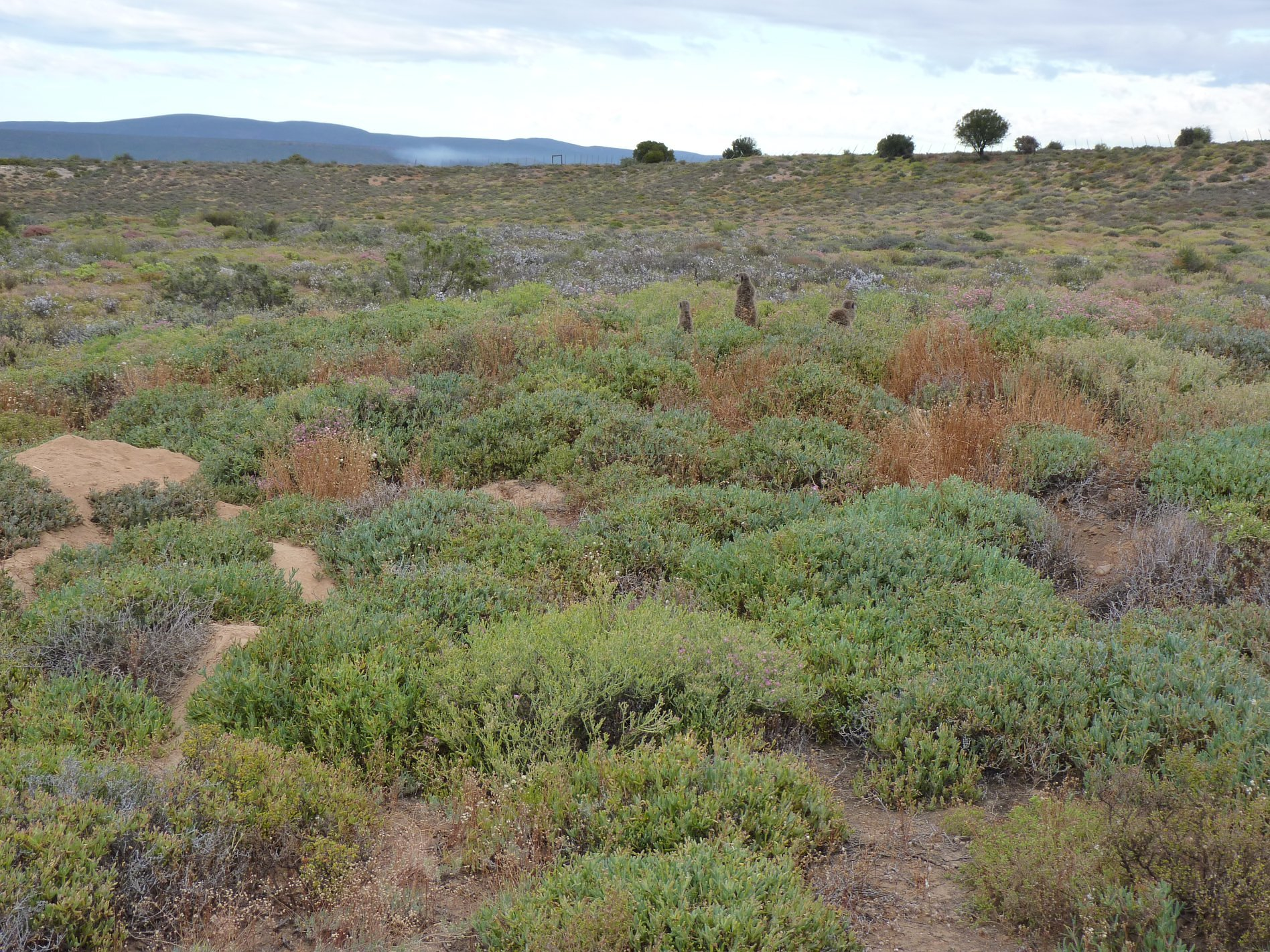
Alcuni individui nel caratteristico ambiente sudafricano del karoo

La specie è diffusa nell'Africa sud-occidentale, dall'estrema parte sud-occidentale dell'Angola attraverso la Namibia e il Botswana fino a tutto il Sudafrica. Potrebbe essere presente anche nelle pianure del Lesotho, ma ad oggi non è stata osservata.
Vive nelle regioni aride aperte caratterizzate da vegetazione sparsa. Nel Kalahari è presente nelle boscaglie di Acacia, karoo, Highveld e associazioni di Fynbos, dove la precipitazione media annuale è inferiore a 600 mm, ed anche in ambienti rocciosi lungo letti di fiumi asciutti. È invece assente nei deserti veri e propri, nelle aree forestali e nelle zone montane. È solitamente associata al terreno duro, spesso con substrato roccioso o calcareo.

## Tassonomia

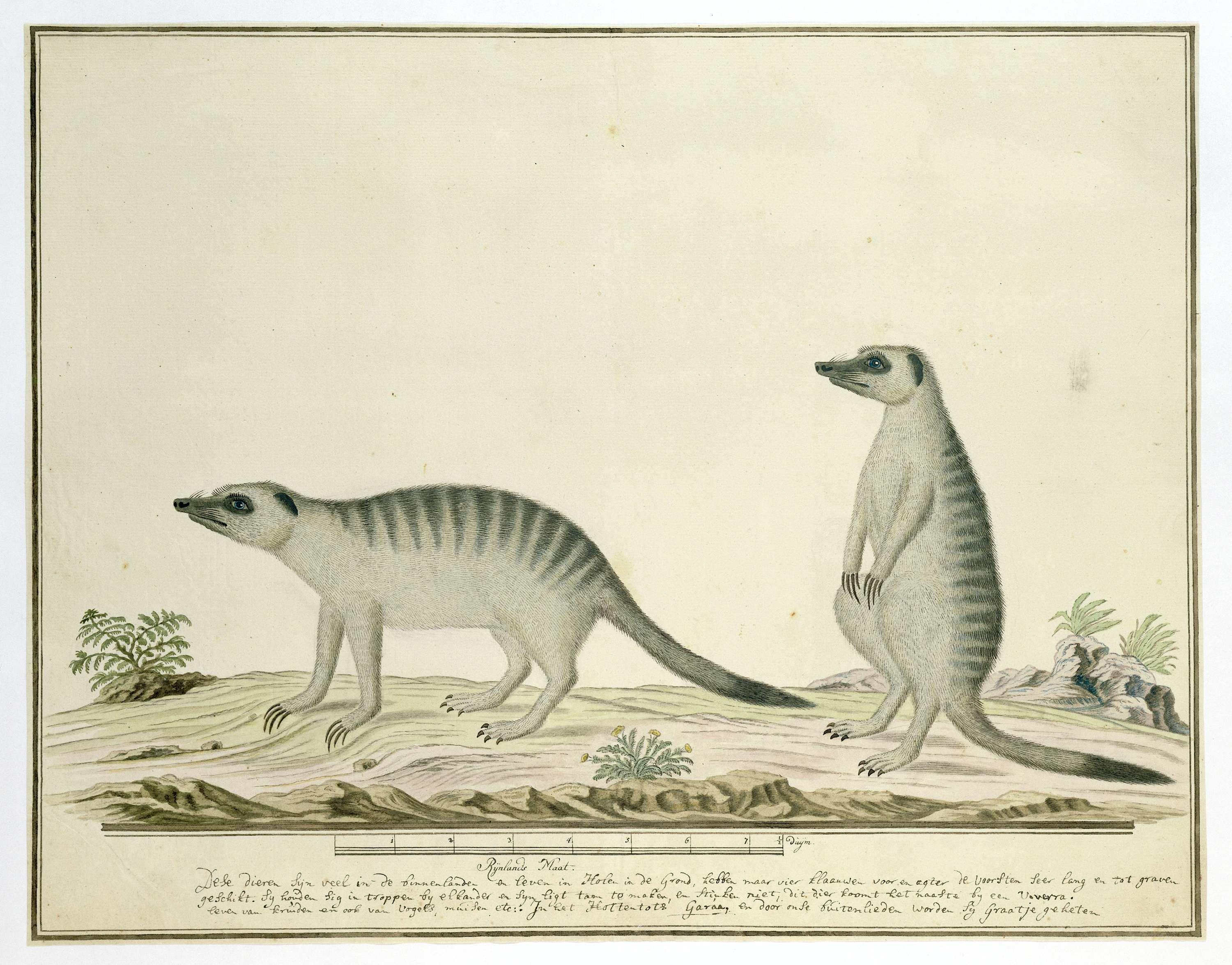
Illustrazione di Robert Jacob Gordon (1777)

Nel 1776 Johann Christian Daniel von Schreber descrisse un suricato dal Capo di Buona Speranza, assegnandogli il nome scientifico Viverra suricatta. Il nome generico Suricata fu proposto da Anselme Gaëtan Desmarest nel 1804, quando descrisse anch'esso un esemplare dal Capo di Buona Speranza. L'attuale nome scientifico Suricata suricatta venne usato per la prima volta da Oldfield Thomas e Harold Schwann nel 1905, quando descrissero un esemplare raccolto a Wakkerstroom. Oldfield e Schwann ipotizzarono che esistessero quattro razze locali di suricati rispettivamente a Capo e Deelfontein, Makhanda, le colonie del Fiume Orange e Transvaal meridionale e Klipfontein. Diversi esemplari vennero descritti tra la fine del XVIII e il XX secolo, di cui tre sono riconosciute come sottospecie valide:
- S.s.suricatta: Namibia e Botswana meridionali, Sudafrica;
- S.s.iona (Cabral, 1971): Angola sud-occidentale;[9]
- S.s.marjoriae (Bradfield, 1936): deserto del Namib, Namibia centrale e nord-occidentale;[10]

## Filogenesi ed evoluzione
Dettagli sull'evoluzione dei viverridi in generale sono scarsi, in parte perché la famiglia si è sviluppata nelle regioni tropicali del Vecchio Mondo dove la preservazione dei fossili è improbabile. Resti di suricati sono stati ritrovati in una grotta del Transvaal e in depositi calcarei del quaternario presso la Baia di Saldanha. S. major, uno dei primi membri del ramo dei suricati, che è intermedio tra S.suricatta e Mungos mungo e non riferibile a nessuna singola specie moderna, è stato ritrovato nei depositi di corniola di Elandsfontein, presso Johannesburg. S. major assomigliava a S. suricatta, ma era più grande e possedeva una dentatura differente. Ulteriori fossili di suricati risalenti a 2,59-0,01 milioni di anni fa sono stati ritrovati in varie località del Sudafrica. Uno studio filogenetico del 2009 sulla famiglia Herpestidae l'ha suddivisa in due lignaggi separatesi intorno al Miocene inferiore (25,4–18,2 milioni di anni fa): manguste eusociali e solitarie. Il suricato appartiene al clado monofiletico delle manguste eusociale insieme a molte altre manguste africane, come cusimansi (Crossarchus), manguste nane (Helogale), manguste liberiane (Liberiictis) e manguste striata (Mungos). Il ceppo delle manguste solitarie comprende due cladi che includono specie come la mangusta di Meller (Rhynchogale melleri) e la mangusta gialla (Cynictis penicillata). Il suricato si è discostato geneticamente dal resto del clado 22,6–15,6 milioni di anni fa. Le relazioni filogenetiche del suricato con gli altri membri di Herpestidae sono rappresentate nel seguente cladogramma:
|  | Mangusta striata (Mungos mungo)        |
|  |                                        |
|  | Mangusta liberiana (Liberiictis kuhni) |
|  |                                        |

|  | Mangusta nana comune (Helogale parvula) |
|  |                                         |
|  | Mangusta nana etiope (Helogale hirtula) |
|  |                                         |

|  | Cusimanse comune (Crossarchus obscurus)        |
|  |                                                |
|  | Cusimanse di Alexander (Crossarchus alexandri) |
|  |                                                |

|  | Mangusta nana comune (Helogale parvula) |
|  |                                         |
|  | Mangusta nana etiope (Helogale hirtula) |
|  |                                         |

|  | Cusimanse comune (Crossarchus obscurus)        |
|  |                                                |
|  | Cusimanse di Alexander (Crossarchus alexandri) |
|  |                                                |

|  | Mangusta striata (Mungos mungo)        |
|  |                                        |
|  | Mangusta liberiana (Liberiictis kuhni) |
|  |                                        |

|  | Mangusta nana comune (Helogale parvula) |
|  |                                         |
|  | Mangusta nana etiope (Helogale hirtula) |
|  |                                         |

|  | Cusimanse comune (Crossarchus obscurus)        |
|  |                                                |
|  | Cusimanse di Alexander (Crossarchus alexandri) |
|  |                                                |

|  | Mangusta nana comune (Helogale parvula) |
|  |                                         |
|  | Mangusta nana etiope (Helogale hirtula) |
|  |                                         |

|  | Cusimanse comune (Crossarchus obscurus)        |
|  |                                                |
|  | Cusimanse di Alexander (Crossarchus alexandri) |
|  |                                                |

|  | Mangusta striata (Mungos mungo)        |
|  |                                        |
|  | Mangusta liberiana (Liberiictis kuhni) |
|  |                                        |

|  | Mangusta nana comune (Helogale parvula) |
|  |                                         |
|  | Mangusta nana etiope (Helogale hirtula) |
|  |                                         |

|  | Cusimanse comune (Crossarchus obscurus)        |
|  |                                                |
|  | Cusimanse di Alexander (Crossarchus alexandri) |
|  |                                                |

|  | Mangusta nana comune (Helogale parvula) |
|  |                                         |
|  | Mangusta nana etiope (Helogale hirtula) |
|  |                                         |

|  | Cusimanse comune (Crossarchus obscurus)        |
|  |                                                |
|  | Cusimanse di Alexander (Crossarchus alexandri) |
|  |                                                |

|  | Mangusta striata (Mungos mungo)        |
|  |                                        |
|  | Mangusta liberiana (Liberiictis kuhni) |
|  |                                        |

|  | Mangusta nana comune (Helogale parvula) |
|  |                                         |
|  | Mangusta nana etiope (Helogale hirtula) |
|  |                                         |

|  | Cusimanse comune (Crossarchus obscurus)        |
|  |                                                |
|  | Cusimanse di Alexander (Crossarchus alexandri) |
|  |                                                |

|  | Mangusta nana comune (Helogale parvula) |
|  |                                         |
|  | Mangusta nana etiope (Helogale hirtula) |
|  |                                         |

|  | Cusimanse comune (Crossarchus obscurus)        |
|  |                                                |
|  | Cusimanse di Alexander (Crossarchus alexandri) |
|  |                                                |

|  | Mangusta striata (Mungos mungo)        |
|  |                                        |
|  | Mangusta liberiana (Liberiictis kuhni) |
|  |                                        |

|  | Mangusta nana comune (Helogale parvula) |
|  |                                         |
|  | Mangusta nana etiope (Helogale hirtula) |
|  |                                         |

|  | Cusimanse comune (Crossarchus obscurus)        |
|  |                                                |
|  | Cusimanse di Alexander (Crossarchus alexandri) |
|  |                                                |

|  | Mangusta nana comune (Helogale parvula) |
|  |                                         |
|  | Mangusta nana etiope (Helogale hirtula) |
|  |                                         |

|  | Cusimanse comune (Crossarchus obscurus)        |
|  |                                                |
|  | Cusimanse di Alexander (Crossarchus alexandri) |
|  |                                                |

|  | Mangusta striata (Mungos mungo)        |
|  |                                        |
|  | Mangusta liberiana (Liberiictis kuhni) |
|  |                                        |

|  | Mangusta nana comune (Helogale parvula) |
|  |                                         |
|  | Mangusta nana etiope (Helogale hirtula) |
|  |                                         |

|  | Cusimanse comune (Crossarchus obscurus)        |
|  |                                                |
|  | Cusimanse di Alexander (Crossarchus alexandri) |
|  |                                                |

|  | Mangusta nana comune (Helogale parvula) |
|  |                                         |
|  | Mangusta nana etiope (Helogale hirtula) |
|  |                                         |

|  | Cusimanse comune (Crossarchus obscurus)        |
|  |                                                |
|  | Cusimanse di Alexander (Crossarchus alexandri) |
|  |                                                |

|  | Mangusta striata (Mungos mungo)        |
|  |                                        |
|  | Mangusta liberiana (Liberiictis kuhni) |
|  |                                        |

|  | Mangusta nana comune (Helogale parvula) |
|  |                                         |
|  | Mangusta nana etiope (Helogale hirtula) |
|  |                                         |

|  | Cusimanse comune (Crossarchus obscurus)        |
|  |                                                |
|  | Cusimanse di Alexander (Crossarchus alexandri) |
|  |                                                |

|  | Mangusta nana comune (Helogale parvula) |
|  |                                         |
|  | Mangusta nana etiope (Helogale hirtula) |
|  |                                         |

|  | Cusimanse comune (Crossarchus obscurus)        |
|  |                                                |
|  | Cusimanse di Alexander (Crossarchus alexandri) |
|  |                                                |

|  | Mangusta striata (Mungos mungo)        |
|  |                                        |
|  | Mangusta liberiana (Liberiictis kuhni) |
|  |                                        |

|  | Mangusta nana comune (Helogale parvula) |
|  |                                         |
|  | Mangusta nana etiope (Helogale hirtula) |
|  |                                         |

|  | Cusimanse comune (Crossarchus obscurus)        |
|  |                                                |
|  | Cusimanse di Alexander (Crossarchus alexandri) |
|  |                                                |

|  | Mangusta nana comune (Helogale parvula) |
|  |                                         |
|  | Mangusta nana etiope (Helogale hirtula) |
|  |                                         |

|  | Cusimanse comune (Crossarchus obscurus)        |
|  |                                                |
|  | Cusimanse di Alexander (Crossarchus alexandri) |
|  |                                                |

|  | Ichneumia, Cynictis, Paracynictis, Rhynchogale, Bdeogale, Galerella e mangusta egiziana (Herpestes ichneumon) |
|  | |
|  | Herpestes asiatico, mangusta dal muso lungo (H. naso) e mangusta di palude (Atilax paludinosus)               |
|  | |

|  | Mangusta striata (Mungos mungo)        |
|  |                                        |
|  | Mangusta liberiana (Liberiictis kuhni) |
|  |                                        |

|  | Mangusta nana comune (Helogale parvula) |
|  |                                         |
|  | Mangusta nana etiope (Helogale hirtula) |
|  |                                         |

|  | Cusimanse comune (Crossarchus obscurus)        |
|  |                                                |
|  | Cusimanse di Alexander (Crossarchus alexandri) |
|  |                                                |

|  | Mangusta nana comune (Helogale parvula) |
|  |                                         |
|  | Mangusta nana etiope (Helogale hirtula) |
|  |                                         |

|  | Cusimanse comune (Crossarchus obscurus)        |
|  |                                                |
|  | Cusimanse di Alexander (Crossarchus alexandri) |
|  |                                                |

|  | Mangusta striata (Mungos mungo)        |
|  |                                        |
|  | Mangusta liberiana (Liberiictis kuhni) |
|  |                                        |

|  | Mangusta nana comune (Helogale parvula) |
|  |                                         |
|  | Mangusta nana etiope (Helogale hirtula) |
|  |                                         |

|  | Cusimanse comune (Crossarchus obscurus)        |
|  |                                                |
|  | Cusimanse di Alexander (Crossarchus alexandri) |
|  |                                                |

|  | Mangusta nana comune (Helogale parvula) |
|  |                                         |
|  | Mangusta nana etiope (Helogale hirtula) |
|  |                                         |

|  | Cusimanse comune (Crossarchus obscurus)        |
|  |                                                |
|  | Cusimanse di Alexander (Crossarchus alexandri) |
|  |                                                |

|  | Mangusta striata (Mungos mungo)        |
|  |                                        |
|  | Mangusta liberiana (Liberiictis kuhni) |
|  |                                        |

|  | Mangusta nana comune (Helogale parvula) |
|  |                                         |
|  | Mangusta nana etiope (Helogale hirtula) |
|  |                                         |

|  | Cusimanse comune (Crossarchus obscurus)        |
|  |                                                |
|  | Cusimanse di Alexander (Crossarchus alexandri) |
|  |                                                |

|  | Mangusta nana comune (Helogale parvula) |
|  |                                         |
|  | Mangusta nana etiope (Helogale hirtula) |
|  |                                         |

|  | Cusimanse comune (Crossarchus obscurus)        |
|  |                                                |
|  | Cusimanse di Alexander (Crossarchus alexandri) |
|  |                                                |

|  | Mangusta striata (Mungos mungo)        |
|  |                                        |
|  | Mangusta liberiana (Liberiictis kuhni) |
|  |                                        |

|  | Mangusta nana comune (Helogale parvula) |
|  |                                         |
|  | Mangusta nana etiope (Helogale hirtula) |
|  |                                         |

|  | Cusimanse comune (Crossarchus obscurus)        |
|  |                                                |
|  | Cusimanse di Alexander (Crossarchus alexandri) |
|  |                                                |

|  | Mangusta nana comune (Helogale parvula) |
|  |                                         |
|  | Mangusta nana etiope (Helogale hirtula) |
|  |                                         |

|  | Cusimanse comune (Crossarchus obscurus)        |
|  |                                                |
|  | Cusimanse di Alexander (Crossarchus alexandri) |
|  |                                                |

|  | Mangusta striata (Mungos mungo)        |
|  |                                        |
|  | Mangusta liberiana (Liberiictis kuhni) |
|  |                                        |

|  | Mangusta nana comune (Helogale parvula) |
|  |                                         |
|  | Mangusta nana etiope (Helogale hirtula) |
|  |                                         |

|  | Cusimanse comune (Crossarchus obscurus)        |
|  |                                                |
|  | Cusimanse di Alexander (Crossarchus alexandri) |
|  |                                                |

|  | Mangusta nana comune (Helogale parvula) |
|  |                                         |
|  | Mangusta nana etiope (Helogale hirtula) |
|  |                                         |

|  | Cusimanse comune (Crossarchus obscurus)        |
|  |                                                |
|  | Cusimanse di Alexander (Crossarchus alexandri) |
|  |                                                |

|  | Mangusta striata (Mungos mungo)        |
|  |                                        |
|  | Mangusta liberiana (Liberiictis kuhni) |
|  |                                        |

|  | Mangusta nana comune (Helogale parvula) |
|  |                                         |
|  | Mangusta nana etiope (Helogale hirtula) |
|  |                                         |

|  | Cusimanse comune (Crossarchus obscurus)        |
|  |                                                |
|  | Cusimanse di Alexander (Crossarchus alexandri) |
|  |                                                |

|  | Mangusta nana comune (Helogale parvula) |
|  |                                         |
|  | Mangusta nana etiope (Helogale hirtula) |
|  |                                         |

|  | Cusimanse comune (Crossarchus obscurus)        |
|  |                                                |
|  | Cusimanse di Alexander (Crossarchus alexandri) |
|  |                                                |

|  | Mangusta striata (Mungos mungo)        |
|  |                                        |
|  | Mangusta liberiana (Liberiictis kuhni) |
|  |                                        |

|  | Mangusta nana comune (Helogale parvula) |
|  |                                         |
|  | Mangusta nana etiope (Helogale hirtula) |
|  |                                         |

|  | Cusimanse comune (Crossarchus obscurus)        |
|  |                                                |
|  | Cusimanse di Alexander (Crossarchus alexandri) |
|  |                                                |

|  | Mangusta nana comune (Helogale parvula) |
|  |                                         |
|  | Mangusta nana etiope (Helogale hirtula) |
|  |                                         |

|  | Cusimanse comune (Crossarchus obscurus)        |
|  |                                                |
|  | Cusimanse di Alexander (Crossarchus alexandri) |
|  |                                                |

|  | Mangusta striata (Mungos mungo)        |
|  |                                        |
|  | Mangusta liberiana (Liberiictis kuhni) |
|  |                                        |

|  | Mangusta nana comune (Helogale parvula) |
|  |                                         |
|  | Mangusta nana etiope (Helogale hirtula) |
|  |                                         |

|  | Cusimanse comune (Crossarchus obscurus)        |
|  |                                                |
|  | Cusimanse di Alexander (Crossarchus alexandri) |
|  |                                                |

|  | Mangusta nana comune (Helogale parvula) |
|  |                                         |
|  | Mangusta nana etiope (Helogale hirtula) |
|  |                                         |

|  | Cusimanse comune (Crossarchus obscurus)        |
|  |                                                |
|  | Cusimanse di Alexander (Crossarchus alexandri) |
|  |                                                |

|  | Ichneumia, Cynictis, Paracynictis, Rhynchogale, Bdeogale, Galerella e mangusta egiziana (Herpestes ichneumon) |
|  | |
|  | Herpestes asiatico, mangusta dal muso lungo (H. naso) e mangusta di palude (Atilax paludinosus)               |
|  | |

## Predatori e malattie
I cuccioli sono particolarmente vulnerabili ai predatori sia all'interno delle tane che durante la ricerca di cibo, ma diventano meno vulnerabili dopo il terzo mese di vita. I giovani sono cacciati da serpenti come il cobra del capo, rapaci come l'aquila marziale, l'aquila rapace, il falco giocoliere, il falco lanario e l'astore cantante pallido. Questi predatori sono la causa della perdita di circa un quarto di giovani. I grandi carnivori come il leone, la iena macchiata e lo sciacallo dalla gualdrappa sono altre potenziali minacce, come anche il ratele. Tuttavia i gruppi di suricati possono aggredire molti predatori, come lo stesso cobra del Capo, ma anche piccoli rapaci e la volpe del Capo.
Nel 2002 è stata riscontrata un'epidemia di tubercolosi in alcuni individui nel Sudafrica. Inoltre sono fortemente soggetti a contagio da toxoplasmosi.

## Conservazione
La IUCN Red List, considerato il vasto areale, la presenza in diverse aree protette e l'assenza di minacce importanti, classifica S.suricatta come specie a rischio minimo (Least Concern).

## Nella cultura di massa
Il suricato è divenuto popolare grazie a Timon, personaggio del film Disney Il re leone. Un suricato di nome Billy è il protagonista del film Animals United.
Un'inquietante isola oceanica completamente ricoperta di suricati tratta dal libro omonimo di Yann Martel è sceneggiata nel film Vita di Pi, di Ang Lee (2012).